# باول أبراهامز (موسيقي)
باول أبراهامز (بالإنجليزية: Paul Abrahams)‏ هو موسيقي أسترالي، ولد في 21 أكتوبر 1958 في Panania ‏ في أستراليا.

## وصلات خارجية
- باول أبراهامز على موقع ميوزك برينز (الإنجليزية)